# Медичи, Лоренцо
Лоре́нцо ди Пье́ро де Ме́дичи «Великоле́пный» (итал. Lorenzo di Piero de'Medici il Magnifico 1 января 1449, Флоренция, Флорентийская республика — 8 апреля 1492, Кареджи, Флорентийская республика) — флорентийский государственный деятель, глава Флорентийской республики в эпоху Возрождения, покровитель наук и искусств, поэт.

### Политика

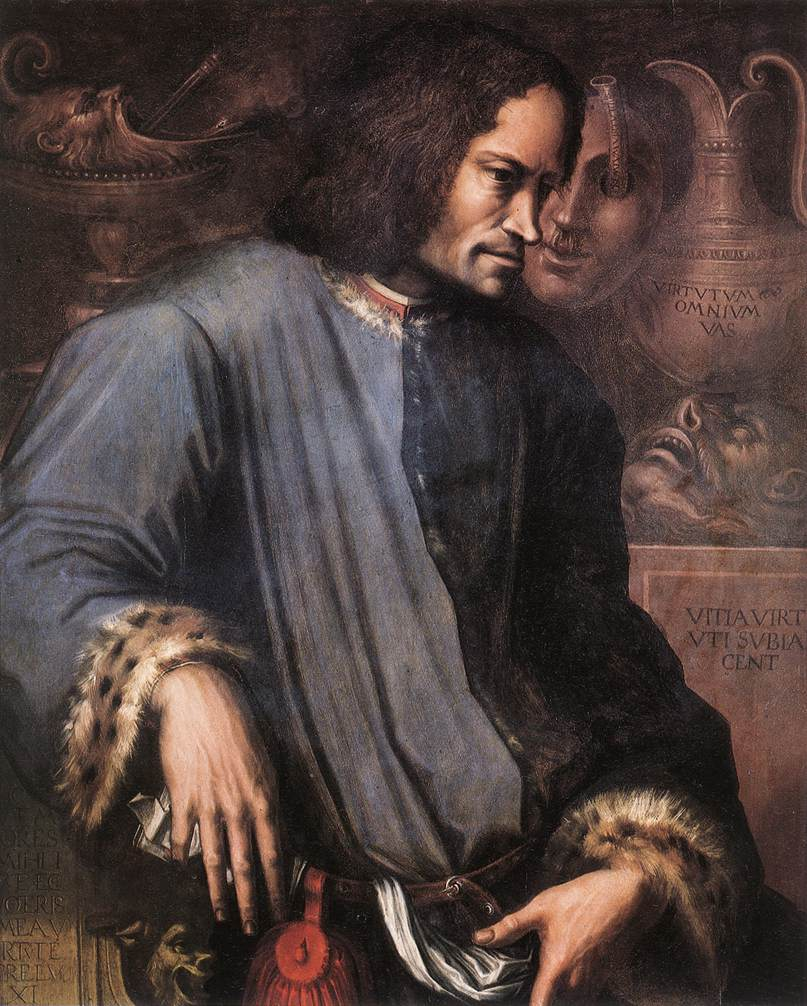
Дж. Вазари. Портрет Лоренцо Медичи. Флоренция, Галерея Уффици.

## Семья

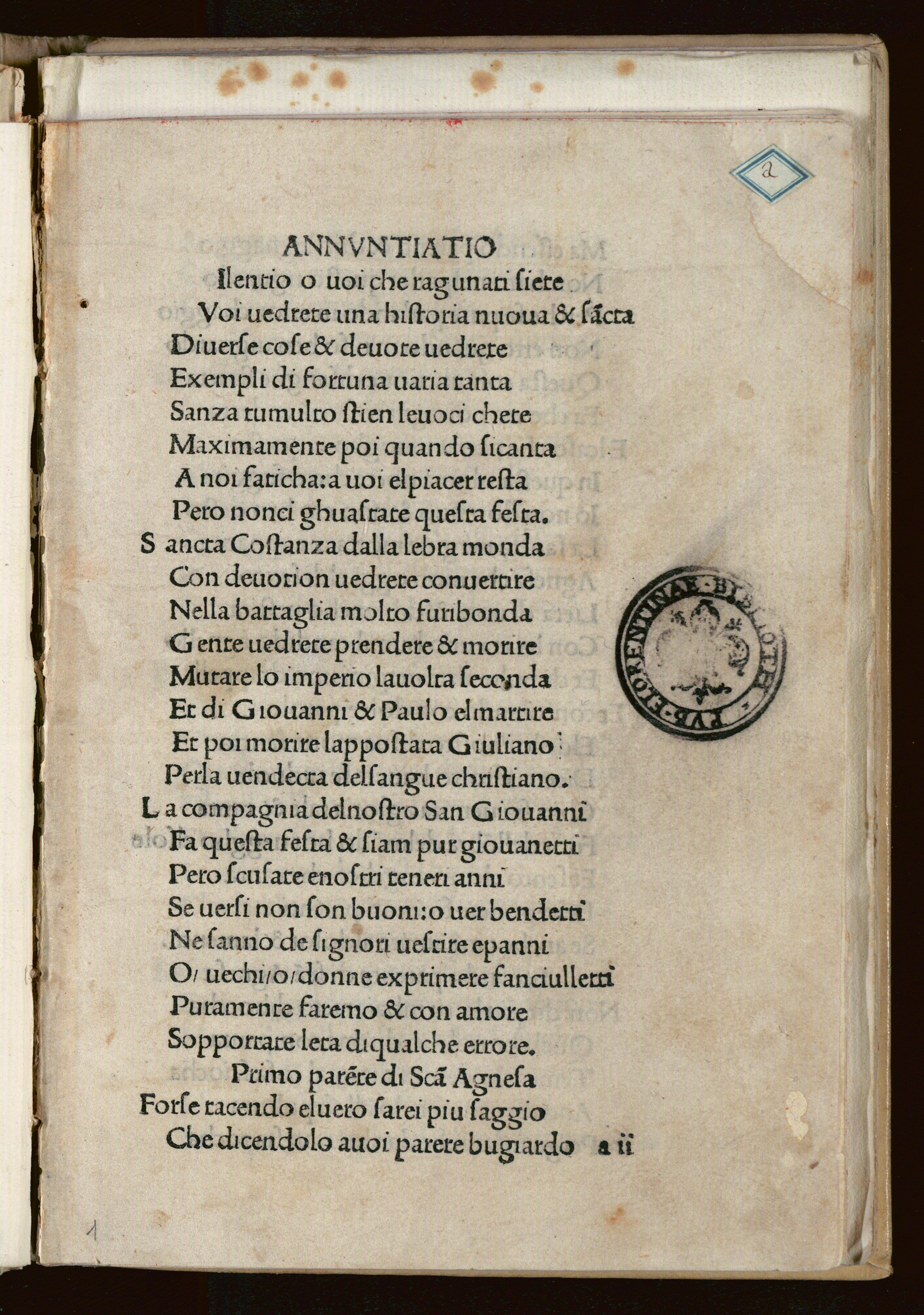
Rappresentazione dei santi Giovanni e Paolo